# 2020年東京オリンピックのオランダ選手団
2020年東京オリンピックのオランダ選手団(2020ねんとうきょうオリンピックのオランダせんしゅけん、蘭: Nederland op de Olympische Spelen 2020
in Tokio)は、2021年7月23日から8月8日にかけて日本の首都東京で開催された2020年東京オリンピックのオランダ選手団、およびその競技結果。

## メダル
| メダル | 選手名 | 競技               | 種目                       | 日付    |
| ------ | --- | ------------------ | -------------------------- | ------- |
| 金     | ルカス・テオドール・ディルク・アイテンボハールト アベ・ウィールスマ トネ・ウィーテン クーン・メツェマカース | ボート             | 男子舵手なしクォドルプル   | 7月28日 |
| 金     | アネミック・ファン・フルーテン | 自転車             | 女子タイムトライアル       | 7月28日 |
| 金     | ニック・キンマン | 自転車             | 男子BMXレーシング          | 7月30日 |
| 金     | キラン・バドルー | セーリング         | 男子RS:X                   | 7月31日 |
| 金     | シファン・ハッサン | 陸上               | 女子5000m                  | 8月2日  |
| 金     | イェフレイ・ホーフラント ハリー・ラフレイセン ロイ・ファン・デン・ベルク ほか1名 | 自転車             | 男子チームスプリント       | 8月3日  |
| 金     | シャネ・ブラスペニンクス | 自転車             | 女子ケイリン               | 8月5日  |
| 金     | ハリー・ラフレイセン | 自転車             | 男子スプリント             | 8月6日  |
| 金     | ホッケー女子オランダ代表： サンネ・アンネ・レオニー・コーレン マラウ・フェニンクス ラウリエン・レーリンク サン・ヘルディーン・デ・ワールト マルロース・ヨハンナ・マリア・ケーテルス フェリセ・アルバース マリア・フェルスホール リデベイ・マルシア・マリア・ベルテン カイア・ジャクリーヌ・ファン・マーサッカー フレデリク・マトラ ピーン・サンダース ラウラ・マリア・ヌーニンク ロレン・ララ・ジャネット・スタム ヨシネ・コーニンク マルゴット・ファン・ヘッフェン エバ・ローマ・マリア・デ・グーデ | ホッケー           | 女子                       | 8月6日  |
| 金     | シファン・ハッサン | 陸上               | 女子10000m                 | 8月7日  |
| 銀     | ハブリーラ・スフルサー ステーブ・ウェイラー | アーチェリー       | 混合団体                   | 7月24日 |
| 銀     | アネミック・ファン・フルーテン | 自転車             | 女子ロードレース           | 7月25日 |
| 銀     | アルノ・カミンハ | 競泳               | 男子100m平泳ぎ             | 7月26日 |
| 銀     | メルビン・トウェラー ステファン・ブルーニンク | ボート             | 男子ダブルスカル           | 7月28日 |
| 銀     | エレン・ホヘルウェルフ カロリーン・フロレイン イムキエ・クレフェリング フェロニケ・メースター | ボート             | 女子舵手なしフォア         | 7月28日 |
| 銀     | トム・デュムラン | 自転車             | 男子タイムトライアル       | 7月28日 |
| 銀     | アルノ・カミンハ | 競泳               | 男子200m平泳ぎ             | 7月29日 |
| 銀     | シャロン・ファン・ラウエンダール | マラソンスイミング | 女子10kmマラソンスイミング | 8月4日  |
| 銀     | アナウク・フェッター | 陸上               | 女子七種競技               | 8月5日  |
| 銀     | イェフレイ・ホーフラント | 自転車             | 男子スプリント             | 8月6日  |
| 銀     | リーマルビン・ボネバシア テレンス・アハルト トニー・ファン・ディーペン ラムセイ・アンヘラ ほか1名 | 陸上               | 男子4×400mリレー           | 8月7日  |
| 銀     | アブディ・ナゲーエ | 陸上               | 男子マラソン               | 8月8日  |
| 銅     | ロース・デ・ヨング リサ・スケーナールト | ボート             | 女子ダブルスカル           | 7月28日 |
| 銅     | アンナ・ファン・デル・ブレーヘン | 自転車             | 女子タイムトライアル       | 7月28日 |
| 銅     | サンネ・ファン・デイケ | 柔道               | 女子70kg級                 | 7月28日 |
| 銅     | マリーケ・カイサー イルセ・パウリス | ボート             | 女子軽量級ダブルスカル     | 7月29日 |
| 銅     | メレル・スムルデルス | 自転車             | 女子BMXレーシング          | 7月30日 |
| 銅     | マリット・ボウメースター | セーリング         | 女子レーザーラジアル級     | 8月1日  |
| 銅     | アネミック・ベッカーリンク アネット・ドゥエツ | セーリング         | 女子49erFX                 | 8月3日  |
| 銅     | フェムケ・ボル | 陸上               | 女子400mハードル           | 8月4日  |
| 銅     | マイケル・ファン・デル・フルーテン | 馬術               | 障害飛越個人               | 8月4日  |
| 銅     | エマ・オースターウェヘル | 陸上               | 女子七種競技               | 8月5日  |
| 銅     | ヌシュカー・フォンテイン | ボクシング         | 女子ミドル級               | 8月6日  |
| 銅     | シファン・ハッサン | 陸上               | 女子1500m                  | 8月6日  |
| 銅     | ハリー・ラフレイセン | 自転車             | 男子ケイリン               | 8月8日  |
| 銅     | キルステン・ウィルト | 自転車             | 女子オムニアム             | 8月8日  |

## 種目別選手

### アーチェリー
- 3名[1]

### サッカー
- サッカーオランダ女子代表[2]

### 競泳

#### 男子
- アルノ・カミンガ（英語版）
  - 100m平泳ぎ
- フェリー・ウィアートマン（英語版）
  - 10kmマラソンスイミング

#### 女子
- フェムケ・ヘームスケルク（英語版）
  - 50m、100m自由形